# Wybrzeże Króla Fryderyka VI

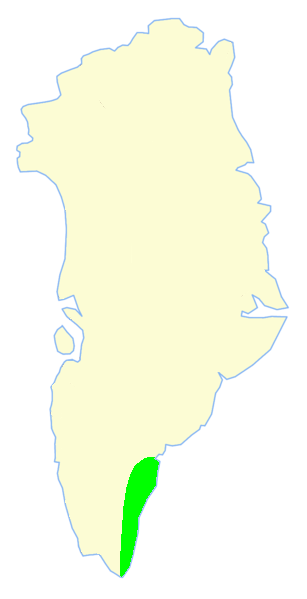
Wybrzeże Króla Fryderyka VI na mapie Grenlandii

Wybrzeże Króla Fryderyka VI (duń. Kong Frederik VI Kyst) – region Grenlandii w południowej części jej wschodniego wybrzeża. Na północ od niego rozciąga się Ziemia Króla Chrystiana IX. Leży nad Oceanem Atlantyckim.
Administracyjnie leży w obrębie gminy Sermersooq, znajdują się na nim niewielkie osady takie jak Skjoldungen i Timmiarmiut. Wybrzeże to ma charakter wybrzeża fiordowego, jest pocięte licznymi, głębokimi zatokami. Zostało nazwana na cześć Fryderyka VI, króla Danii.